# Pallidochromis tokolosh
Рід Pallidochromis є монотиповим — складається з єдиного виду риб родини цихлові  — Pallidochromis tokolosh Turner 1994. Ці риби є ендеміками озера Малаві.